# 鄭欽說
鄭欽說（?—?），唐朝官員，出自荥阳郑氏北祖第三房，北魏濮阳太守郑敬叔八世孙。
开元初年，鄭欽說以新津县丞请试五经，擢第，授任为巩县尉、集贤院校理。历任右补阙内供奉。通晓历术，博物多识。南梁太常任昉大同四年七月在钟山墓穴中得铭文：“龟言土，蓍言水，甸服黄钟启灵址。瘗在三上庚，堕遇七中己。六千三百浃辰交，二九重三四百圮。”当时没有人懂得，于是收藏起来，对诸子说：“世世代代以铭访察通晓的人，有人知道，我死无恨。”任昉五世孙任升之，隐居在商洛，写出来给郑钦说。郑钦说出使时，在长乐驿得到了，距离敷水三十里就明白了：“占卜墓地的人隐藏埋葬的岁月，而先标出墓圮的日辰。甸服，表示五百，黄钟表示十一，从大同四年（538年）到汉建武四年（28年），一共五百一十一年。葬在三月十日庚寅，就是三上庚。墓圮在七月十二日己巳，就是七中己。浃辰，表示十二，建武四年三月至大同四年七月，一共六千三百一十二月，每月一交，所以说六千三百浃辰交。二九是十八。重三是六。建武四年三月十日，距大同四年七月十二日，一共十八万六千四百日，所以说二九重三四百圮。”任升之大惊，钦服其智。
郑钦说被李林甫所讨厌，郑钦说曾经担任韦坚的判官，韦坚死时，郑钦说担任殿中侍御史，贬为夜郎县尉，去世。同時被貶的還有仓部员外郎郑章贬为南丰县丞，监察御史豆卢友贬为富水县尉，监察御史杨惠贬为巴东县尉。其子鄭克鈞。